# Número (de pacientes) que es necesario tratar
En bioestadística o en medicina basada en hechos, el número (de pacientes) que es necesario tratar o NNT (también conocido por los calcos "número necesario a tratar" y "número necesario para tratar") es el recíproco de la reducción del riesgo absoluto; es un valor o indicador específico para cada tratamiento. Describe la diferencia entre un tratamiento activo y un tratamiento control (placebo u otro tratamiento) para lograr un resultado clínico concreto.
NNT= 1/RRA (RRA: reducción del riesgo absoluto)
Un NNT de 1 significa que en todos los pacientes a los que se les da el tratamiento se produce un resultado favorable, a la vez que ningún paciente del grupo de comparación (placebo u otro tratamiento) tiene el resultado esperado.
Para que un NNT esté correctamente expresado, se debe hacer constar:
1. El control
2. El resultado terapéutico
3. La duración necesaria para que se alcance el resultado
4. El intervalo de confianza (IC) del 95%

En farmacología y farmacoeconomía es otro procedimiento para obtener una aproximación más real de la eficacia que aporta un nuevo medicamento (beneficio sobre los pacientes). A partir de los datos de incidencia del evento objeto de estudio en el grupo control y grupo experimental del ensayo clínico aleatorizado se puede obtener el número necesario de pacientes que deben tomar un medicamento durante un tiempo determinado para que uno solo de ellos obtenga efectos beneficiosos (NNT) o se causen efectos adversos (NNH) –Number Needed to Treated / to Harm—.
De esta manera, y fundamentándose en criterios actuales de medicina basada en hechos, pueden calcularse el coste eficacia medio, coste eficacia incremental, análisis de sensibilidad y finalmente los resultados estimados (número de pacientes candidatos al tratamiento durante un periodo determinado) e impacto global sobre la economía del centro de salud, área de salud y hospital.
De esta manera el cálculo del NNT es un avance importante que permite estimar el esfuerzo que el médico debe realizar para obtener un resultado (diagnóstico y/o terapéutico). Este parámetro puede utilizarse como una medida de efectividad relativa clínica de diferentes intervenciones, pero para que todo esto sea cierto debemos tener en cuenta algunas consideraciones:
1. Para mejorar la precisión del estimador NNT este deberá representarse con su intervalo de confianza al 95%.
2. Al incluirse en la fórmula del cálculo del NNT la diferencia de efectos entre los dos grupos de estudio (control y experimental), la incidencia de base del grupo control puede modificar este parámetro, y por tanto habrá que explicitarlo.
3. El concepto expresado en el NNT es el de una medida de frecuencia no de utilidad, es un valor que dependerá de la enfermedad, de la intervención que se realice y del resultado que se obtenga. Si contamos con varios NNT de diferentes intervenciones para la misma condición (con mismo grado de severidad) con el mismo resultado, entonces y solo entonces es apropiado compararlos directamente.
4. Siempre se redondeará al número entero superior.
5. Igualmente habrá que mencionar el intervalo de tiempo en el que se ha evaluado el evento: 1 semana, 15 días, 1, 2, 3 años, etc.

Teniendo en cuenta todas las premisas anteriores, el NNT puede ser un buen indicador de la efectividad de un tratamiento farmacológico, además si el estudio lo refiere y podemos calcular el NNH (número necesario de pacientes que hay que tratar para que 1 paciente sufra un evento adverso) se puede obtener la relación beneficio/riesgo del tratamiento empleado (NNT/NNH).
Asimismo, si añadimos los costes de la medicación durante el período necesario para evitar el evento se puede construir fácilmente un indicador de coste efectividad. El uso de este indicador sería bastante conveniente en atención primaria y permitiría establecer una lista guía en el que aparecieran ordenados los distintos costes efectividad de los medicamentos empleados para una misma patología.
En la siguiente tabla se muestra un ejemplo sobre la utilización del parámetro NNT como una medida más de efectividad de los medicamentos comparados en una patología concreta. Se trata de los datos de un ensayo clínico, sobre la eficacia de dos antibióticos utilizados en las exacerbaciones agudas de la bronquitis crónica (datos no inventados). Sin embargo, debemos apreciar que solo se tiene en cuenta los costes directos de la adquisición del medicamento.
El NNT (30,03) calculado nos indica que 31 pacientes tienen que tomar el medicamento A para evitar un evento respecto a los que toman el medicamento B. Por tanto, el coste de evitar un evento empleando el antibiótico A en vez del antibiótico B (coste efectividad incremental) sería de 1.054 €, es decir, lo que nos cuesta más que un solo paciente mejore con el tratamiento A si estaba tomando el tratamiento B.